# Шевель Георгій Георгійович
Гео́ргій Гео́ргійович Ше́вель (9 травня 1919, Харків — 16 листопада 1988, Київ, Українська РСР, СРСР) — український радянський партійний і державний діяч, депутат Верховної Ради УРСР 3—10-го скликань. Член Ревізійної Комісії КП(б)У в 1949—1952 р. Член ЦК КПУ в 1952—1981 р.

## Життєпис
Народився в родині робітника. У вересні 1937 — жовтні 1941 року — студент філологічного факультету Харківського державного університету імені Горького.
У 1941 закінчив Харківський університет і почав працювати інструктором у відділі пропаганди і агітації Харківського міського комітету комсомолу.
У 1941 році — секретар комітету ЛКСМУ Харківського турбогенераторного заводу імені Кірова. У 1941—1943 роках — секретар комітету ВЛКСМ Новосибірського турбогенераторного заводу РРФСР.
У 1943 році — на курсах ЦК ЛКСМУ з підготовки комсомольських працівників для фронтових з'єднань та партизанських загонів, у відділі ЦК ЛКСМУ. Учасник Другої світової війни, з жовтня 1943 по 1944 рік на комсомольській роботі в партизанських з'єднаннях Української РСР.
У 1944 — серпні 1946 року — в апараті ЦК ЛКСМУ; 2-й секретар Львівського обласного комітету ЛКСМУ.
Член ВКП(б) з 1945 року.
У серпні — грудні 1946 року — 1-й секретар Львівського обласного комітету ЛКСМУ.
У грудні 1946 (затв. у січні 1947) — 10 жовтня 1947 року — секретар ЦК ЛКСМУ з пропаганди і агітації. 10 жовтня 1947 — жовтень 1948 року — 3-й секретар ЦК ЛКСМУ. У жовтні 1948 — лютому 1950 року — 2-й секретар ЦК ЛКСМУ.
У лютому 1950 — березні 1955 року — 1-й секретар ЦК ЛКСМУ.
У 1954 — 7 лютого 1961 року — 2-й секретар Київського міського комітету КПУ. 
4 лютого 1961 — 20 липня 1961 року — секретар Київського обласного комітету КПУ з питань агітації та пропаганди.
У червні 1961 — грудні 1962 року — завідувач відділу пропаганди й агітації ЦК КПУ. У грудні 1962 (затв. у січні 1963) — травні 1963 року — завідувач ідеологічного відділу по промисловості ЦК КПУ. У травні 1963 — 1965 року — завідувач ідеологічного відділу ЦК КПУ. У 1965—1970 роках — завідувач відділу пропаганди й агітації ЦК КПУ.
Від 5 серпня 1970 року до 18 листопада 1980 року — міністр закордонних справ УРСР. Очолював делегації УРСР в ООН.
З 1980 року — на пенсії в Києві.
2005 року у Центральному державному архіві громадських об'єднань України відбулась презентація книги «Георгій Шевель — міністр, патріот, людина». У ній вміщено спогади колег, вихованців Георгія Георгійовича. Серед авторів спогадів також академік Петро Тронько, колишні міністри закордонних справ — Геннадій Удовенко й Анатолій Зленко.

## Нагороди
- орден Леніна (28.10.1948)
- орден Вітчизняної війни І ступеня (1965)
- орден Вітчизняної війни ІІ ступеня
- три ордени Трудового Червоного Прапора (1960, 22.02.1967, 1971)
- орден Дружби народів (1976)
- орден «Знак Пошани» (23.01.1948)
- медалі
- Почесна грамота Президії Верховної Ради Української РСР (8.05.1969)